# Półnuta

Półnuta

Półnuta – nuta w notacji muzycznej o czasie trwania równym połowie całej nuty, dwóch ćwierćnut, czterech ósemek itd. Liczy się ją do dwóch.
Półnuta oznaczana jest jako owalna niewypełniona główka z laską, zasadniczo z prawej strony skierowaną w górę dla nut położonych poniżej trzeciej linii, a w dół z lewej strony dla nut położonych na trzeciej linii lub wyżej.
Pauzę półnutową, którą też się liczy do dwóch, pisze się na trzeciej linii (wygląda jak kapelusz).

Półnuty oraz pauza półnutowa na pięciolinii